# Notaulites crassicornis
Notaulites crassicornis är en stekelart som först beskrevs av André Seyrig 1932.  Notaulites crassicornis ingår i släktet Notaulites och familjen brokparasitsteklar. Inga underarter finns listade i Catalogue of Life.